# えくすかりばあ
『えくすかりばあ』は、青山剛昌が1988年に発表した漫画作品。『青山剛昌短編集』に収録されている。

## 概要
週刊少年サンデー昭和63年8月増刊号に全28ページが掲載された。『4番サード』の原型と言われる。
野球少年団に所属する少女・美苗は試合中、なぜかグラウンドに埋まっているバットを見つける。これを抜けばすごい力がつくと思った美苗は、バットを引っ張り始める。それを見かねたメンバーも、バット抜きに協力し始める。
「アーサー王物語」のエクスカリバーおよび石に刺さった剣をモチーフとしている。

## OVA『名探偵コナン えくすかりばあの奇跡』
2012年に、名探偵コナンの応募者全員サービスのOVA作品としてOVA化。『名探偵コナン』のOVA第17作。また、2025年現在、同作のOVAシリーズ最後の作品となっている。
原作は『えくすかりばあ』だが、本作はコナンの登場人物を加えたオリジナルストーリーになっている。監督は鎌仲史陽。

### 登場人物

#### 『名探偵コナン』からの登場人物
- 江戸川コナン - 高山みなみ
- 毛利小五郎 - 小山力也
- 阿笠博士 - 緒方賢一
- 灰原哀 - 林原めぐみ
- 吉田歩美 - 岩居由希子
- 円谷光彦 - 大谷育江
- 小嶋元太 - 高木渉
- 高木刑事 - 高木渉
- 千葉刑事  - 千葉一伸

#### 『えくすかりばあ』からの登場人物
- 美苗 - 野中藍
- アキラ - 宮田幸季
- ケンタ - 渡辺明乃
- セイゴ - 笹島かほる
- サトル - 松岡由貴
- フジオ - 阪口大助
- センイチ - 斎賀みつき
- ショウマ - 瀧本富士子
- キヨシ - 芝原チヤコ
- レイジ - 持月玲依
- 犬の飼い主 - 倉富亮
- 審判 - 柳沢栄治
- 監督 - 富田耕生

### エンディングテーマ
- 「オーバーライト」（BREAKERZ）